# Kurama (lepidòpter)
Kurama és un gènere de papallones nocturnes de la subfamília Thyatirinae de la família Drepanidae.

## Taxonomia
- Kurama mirabilis Butler, 1879

## Antigues espècies
- Kurama galbanus Tutt, 1891